# Hannes Hyvönen
Hannes Hyvönen (ur. 29 sierpnia 1975 w Oulu) – fiński hokeista. Reprezentant Finlandii.

## Kariera klubowa
- Kärpät U18 (1992-1993)
- Kärpät U20 (1993-1994)
- Kärpät (1994)
- TPS U20 (1994-1995)
- TPS (1994-1998)
  -  Kiekko-67 (1995)
- Blues (1998-1999)
- HIFK (1999-2001)
- Cleveland Barons (2001-2002)
- San Jose Sharks (2002)
- Columbus Blue Jackets (2002-2003)
- Färjestad (2003-2004)
- Ilves (2004-2005)
- Fribourg-Gottéron (2005)
- Jokerit (2005-2006)
- Kärpät (2006-2008)
- Södertälje (2008)
- Dynama Mińsk (2009-2010)
- Ak Bars Kazań (2010)
- Rapperswil-Jona Lakers (2010)
- Traktor Czelabińsk (2010-2011)
- HIFK (2011)
- Färjestad (2011-2012)
- Karlskrona (2012)
- Kongsvinger Knights (2013-2014)
- Kils AIK (2015/2016)

Wychowanek klubu Kärpät. Pierwotnie ostatnim klubem w jego karierze była Karlskrona w lidze Allsvenskan od października do grudnia 2012 roku, po czym pierwotnie ogłosił zakończenie kariery zawodniczej. W październiku 2013 wznowił karierę i został zawodnikiem drugoligowego klubu norweskiego Kongsvinger Knights. W sezonie 2014/2015 nie grał. Od października 2015 zawodnik szwedzkiego klubu w lidze Division 2.
Uczestniczył w turniejach mistrzostw świata w 2008, 2009.

## Sukcesy
Reprezentacyjne
- Brązowy medal mistrzostw świata: 2008

Klubowe
- Złoty medal mistrzostw Finlandii: 1995 z TPS, 2007, 2008 z Kärpät
- Srebrny medal mistrzostw Finlandii: 1997 z TPS
- Mistrzostwo Europejskiej Ligi Hokeja na Lodzie: 1997 z TPS
- Srebrny medal mistrzostw Szwecji: 2003, 2004 z Färjestad
- Złoty medal mistrzostw Rosji / KHL /  Puchar Gagarina: 2010 z Ak Barsem Kazań

Indywidualne
- SM-liiga (2004/2005):
  - Najlepszy zawodnik miesiąca - grudzień 2004
  - Skład gwiazd turnieju
- SM-liiga (2006/2007):
  - Pierwsze miejsce w klasyfikacji asystentów w fazie play-off: 13 asyst
  - Pierwsze miejsce w klasyfikacji kanadyjskiej w fazie play-off: 21 punktów
- SM-liiga (2007/2008):
  - Trzecie miejsce w klasyfikacji asystentów w sezonie zasadniczym: 42 asysty[5]
  - Trzecie miejsce w klasyfikacji kanadyjskiej w sezonie zasadniczym: 66 punktów[6]
  - Trzecie miejsce w klasyfikacji +/- w sezonie zasadniczym: +32[7]
  - Trzecie miejsce w klasyfikacji strzelców w fazie play-off: 8 goli[8]
  - Pierwsze miejsce w klasyfikacji asystentów w fazie play-off: 13 asyst[8]
  - Pierwsze miejsce w klasyfikacji kanadyjskiej w fazie play-off: 21 punktów[9]